# Longepierre
Longepierre là một xã ở tỉnh Saône-et-Loire trong vùng Bourgogne-Franche-Comté nước Pháp.

## Thông tin nhân khẩu
Theo điều tra dân số năm 1999 này có 167 dân. Con số ước tính năm 2006 là 171 người.